# Società Nautica Giacinto Pullino
La Società Nautica Giacinto Pullino A.S.D. è un'associazione sportiva remiera di Muggia, in Friuli-Venezia Giulia. Fondata nel 1925 ad Isola d'Istria, fu dedicata all'ingegnere navale Giacinto Pullino. Nel secondo dopoguerra, in seguito al passaggio di gran parte dell'Istria sotto la Jugoslavia e al conseguente esodo giuliano dalmata, il sodalizio fu inizialmente sciolto e poi ricostituito in Italia.
La Pullino vanta una grande tradizione nel canottaggio italiano, interamente suo era infatti l'equipaggio del quattro con che vinse la medaglia d'oro alle Olimpiadi di Amsterdam '28.

## Storia
La società fu fondata il 10 settembre 1925 ad Isola d'Istria su iniziativa di alcuni sportivi locali tra cui il piranese Renato Petronio, primo presidente del sodalizio istriano. Durante le Olimpiadi di Amsterdam del 1928 l'equipaggio del quattro con italiano, che si aggiudicherà l'oro olimpico, il primo per il canottaggio tricolore, era composto da quattro atleti (Valerio Perentin, Giliante Deste, Nicolò Vittori e Giovanni Delise) più il timoniere (Renato Petronio), tutti tesserati della Pullino. L'equipaggio del quattro con della società di Isola d'Istria garantirà all'Italia il titolo europeo anche in occasione dei campionati europei di canottaggio 1929, 1932, 1933 e 1934.
Nel 1951, quando Isola d'Istria era inclusa nella zona B del Territorio Libero di Trieste, la società fu sostituita da una nuova  intitolata all'olimpionico Giovanni Delise scomparso nel 1947 in un incidente. Dopo la firma del Memorandum di Londra del 1954 ed il definitivo passaggio dell'Istria nord-occidentale alla Jugoslavia, la maggioranza della popolazione italiana della zona abbandonò la zona per riparare in Italia. In questo contesto anche le attività sportive della Giovanni Delise cessarono. Nel 1960, dopo la vittoria dell'isolano Nino Benvenuti nei pesi welter alle Olimpiadi di Roma, un gruppo di ex dirigenti della S.N. Pullino insediatisi a Trieste decise di ricostituire la società. Tuttavia, a causa sia della presenza di altre importanti società remiere nel capoluogo giuliano, sia della mancanza di una propria sede, la continuità del sodalizio fu ben presto messa in seria discussione. Così, nel 1967, la Pullino trasferì la sua sede nella vicina cittadina di Muggia, dove era stato finalmente trovato uno spazio per le attrezzature e l'attività sportiva. Sabato 17 ottobre 1981 fu poi inaugurata la nuova sede, definitivamente acquistata dalla Pullino nel 1998.Nel 2017 la società ha vinto la classifica italiana Paolo D'Aloja ovvero la classifica a punti under 14 a livello italiano